# Empire (PLATO)
Empire é um jogo eletrônico para o sistema PLATO em 1973. O jogo é provavelmente o primeiro jogo eletrônico shoot 'em up multiplayer em rede. É também possivelmente o primeiro jogo eletrônico de ação multiplayer em rede (apesar de Maze War ser outra possibilidade).